# Strana Rovnost Šancí

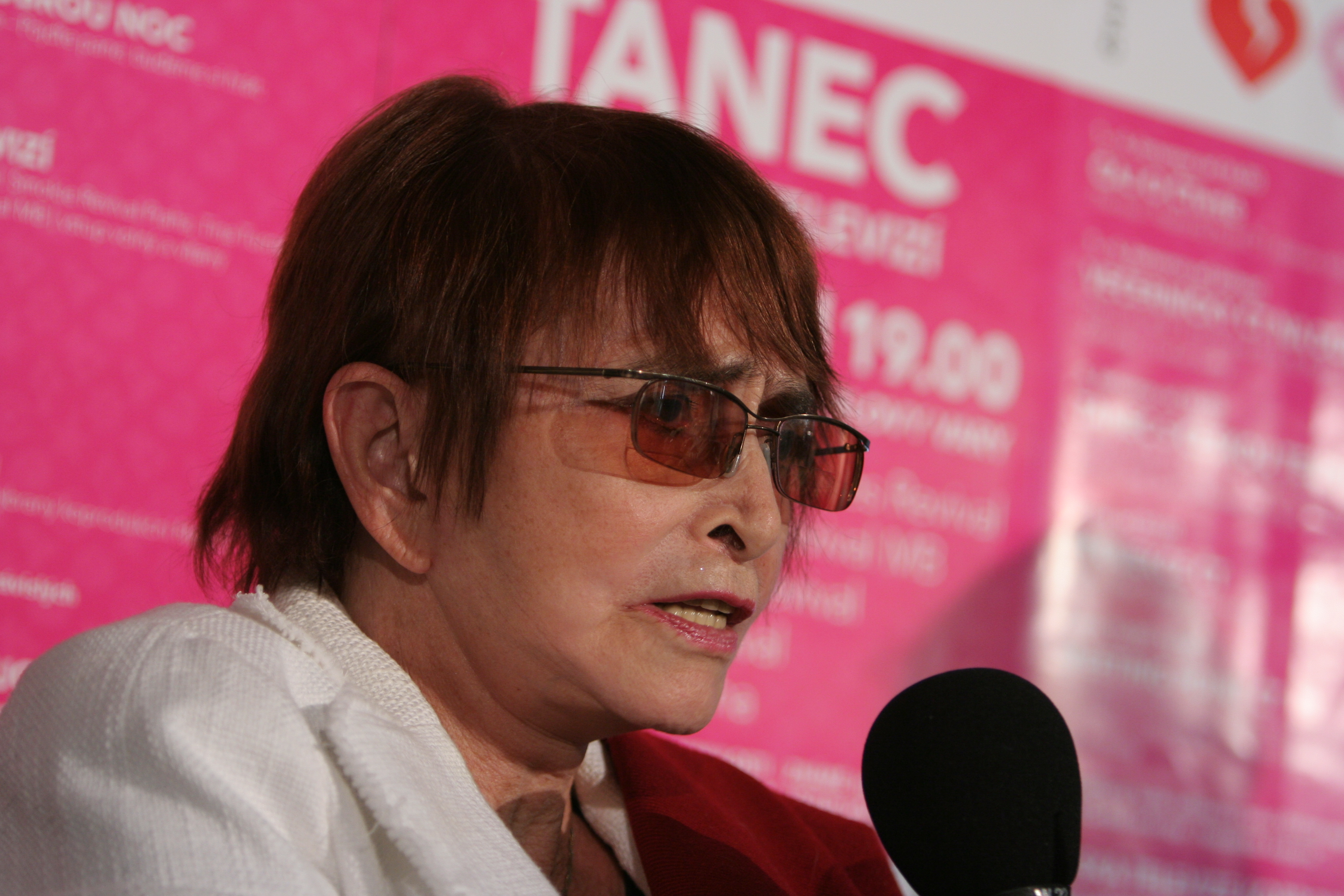
Za SRŠ v roce 2006 ve sněmovních i senátní volbách kandidovala Věra Chytilová

STRANA ROVNOST ŠANCÍ (zkratka SRŠ) byla česká politická strana zaregistrovaná Ministerstvem vnitra dne 19. dubna 2005. Kladla si za cíl především prosazení úplného zrovnoprávnění žen ve společnosti. Předsedkyní strany byla Zdenka Ulmannová. Pro volby do Sněmovny i pro senátní volby byla na kandidátku v Praze umístěna mj. režisérka Věra Chytilová. Pro volby do Sněmovny strana kandidátky postavila ve všech 14 volebních krajích. Stranu podpořily rovněž politička Michaela Marksová a režisérka Olga Sommerová.

## Charakteristika
Vzhledem k zaměření strany bylo její zařazení na škále pravice–levice silně problematické, některými svými dalšími programovými body (například udržení mezigenerační solidarity) se poněkud blížila spíše k levici.
Řada politiků i komentátorů nepovažuje založení „strany žen“ za vhodné a smysluplné, např. podle politologa Jiřího Pehe však pouhá existence strany podobného zaměření jistý pozitivní smysl a vliv na společnost mít může.

## Volby 2006
Ve sněmovních volbách v roce 2006 strana obdržela 10 879 hlasů čili 0,20 %.
V senátních volbách za stranu kandidovaly Věra Chytilová v Praze 2 a předsedkyně strany Zdenka Ulmannová v Praze 8. Chytilová dostala 1 562 hlasů (4,55 %), Ulmannová pak 278 hlasů (0,75 %).

## Pozastavení činnosti
V září 2007 ministr vnitra na základě stanoviska kontrolního výboru Poslanecké sněmovny navrhl Nejvyššímu správnímu soudu pozastavení činnosti strany Strana Rovnost Šancí. Důvodem bylo údajné nesplnění zákonem dané povinnosti odevzdat výroční finanční zprávu za předchozí rok. Činnost strany byla 22. ledna 2008 rozhodnutím Nejvyššího správního soudu pozastavena, právní moci rozhodnutí nabylo 31. ledna 2008.